# スパ・フランコルシャン
シルキュイ・ド・スパ=フランコルシャン（Circuit de Spa-Francorchamps）は、ベルギーのワロン地域リエージュ州にあるサーキットである。スパとフランコルシャンにまたがっていることから、この名称が名付けられている。現行のF1開催コースとしては7.004kmと図抜けて長い。他のサーキットは多くが全長5km前後、長くても6km程度である。

## 概要
リエージュ州都リエージュの南東30km、ドイツとの国境に近いアルデンヌの森に位置する。高低差104mという激しいアップダウンの間に難易度の高い高速コーナーが連続しており、コースに対し高い評価を与えるドライバーは多い。
1924年に第1回の24時間グランプリ（現在のスパ・フランコルシャン24時間レース）が開催される。1925年にヨーロッパグランプリを初開催。F1ベルギーGPや世界耐久選手権（WEC）スパ・フランコルシャン6時間レースを始めとする各種の大きなイベントが開催される。1990年まで2輪のロードレース世界選手権（WGP）ベルギーGPも開催された。

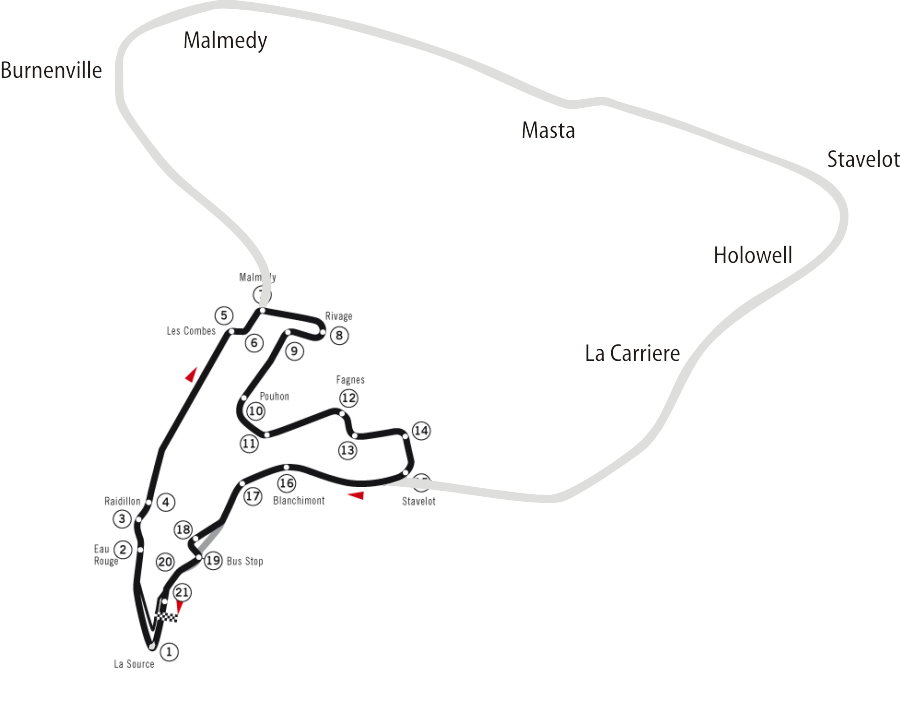
旧コースと現在使用されているコースの比較

レースが開催されるようになった当時は全長14km以上ある長い公道コースだったが、スピードが出過ぎるために開催を中止しコースを改修。公道区間の一部（スタブロー - ラ・スルス - レ・コーム間）を残し、レース専用区間（レ・コーム - スタブロー間）でつなぐ形として、1978年に現在のコースの原型が造られた。その後常にレースが開催できるように公道部分にバイパスが作られ、2003年に完全なレース専用のクローズドサーキットとなった。
1985年には再舗装工事の遅れにより路面が剥がれ、ドライバーの訴えによりベルギーGP開催が延期されるという騒動があった。
2003年にはEU圏のたばこ広告禁止によりF1が開催中止となったが、2004年には復活を果たし、その際にバスストップシケインが改修された。2006年はピットレーン周辺の問題からF1が開催されなかったが、バスストップシケインとピットレーン施設を改修した2007年に再開された。
2008年のグランプリウィークには、同年他界したベルギー出身のレーサーで自動車ジャーナリスト、ポール・フレールの功績を称えてスタブロー（仏: Stavelot）がポール・フレール（仏: Paul Frère）コーナーと改名され、コース脇に記念碑が建てられた。
2022年、FIM世界耐久選手権開催の為、8000万ユーロを費やし改修工事を実施。グラベルトラップの追加やランオフエリアの拡大、ラディオンの横に新たなグランドスタンドが新設された。

## コース概要
- ラ・ソース

新ピット施設前の短いホームストレートを過ぎると、すぐに訪れるのが鋭角な右ヘアピンコーナーのラ・スルス（仏: La Source）。コントロールラインからの距離が短い上に急減速するため、決勝スタート直後に度々ここで接触事故が起こる。以前はコーナーの立ち上がりのアウト側に縁石があったが、ナイジェル・マンセルがさらにその外側を走るラインを見つけた。その後ほとんどのドライバーが彼のラインをトレースするようになったためその縁石は取り除かれたが、2007年の改修により再び縁石が設けられ、コースをはみ出して大回りすることはタイムロスにしかならないようになった。それでもスタート直後の接触を避けるため敢えてはみ出すケースも見られたが、2022年のコース改修で安全性確保の為この部分はアスファルト舗装からグラベルトラップに変更となりはみ出しは不可能となった。 
ラ・スルスを過ぎると、旧ピット施設前の坂を駆け下りる（スパ24時間レースでは旧ピットも使用し、坂の途中にスタートラインが置かれる。ゴールは通常のフィニッシュライン）。下り坂の終点の左コーナーのオー・ルージュ（仏: Eau Rouge）へ飛び込むと急な登り坂に転じ、続くラディオン（仏: Raidillon）を右、左と小刻みに切り返す。300km/h近いスピードで駆け抜けるこのセクションでは、地面方向へ強い縦Gがのしかかる。ドライバー視点からは壁のように見えるといい、現在世界中に存在するサーキットの中で、最も度胸が試されるコーナーのひとつと言われている。1985年には世界耐久選手権 （WEC）のスパ1000kmで、ステファン・ベロフがコンクリートウォールに激突して死亡。1994年はサンマリノグランプリにおけるアイルトン・セナのイモラでの事故死などF1の安全性が問われ、オー・ルージュがシケインに変更されたが不評だったため、翌年からランオフエリアを広げることで元の形に戻された。2006年にF1のエンジンが2.4リッターV8になってからは、アクセル踏み切りでクリアできるようになり難易度が下がった。なお、オー・ルージュとはコーナーの下を流れる川の名で、フランス語で「赤き水」を意味する。日本の温泉地にも時折見られるもので、川の水に鉄分を多く含み、赤く見えることに関係している。1994年のベルギーGPからオー・ルージュの外側のパドックに通じるトンネルの入口に同年のサンマリノGPで他界したアイルトン・セナの記念碑が建てられている。
また、2019年のF2ベルギーGPにて、ラディオン立ち上がりでアンソワーヌ・ユベールが死亡するなど、近年モータースポーツ史上に残る凄惨な事故が発生した。これを受け、安全のために2022年までにグラベルを設置する改修工事が計画されている。
オー・ルージュの出口にある左コーナー、ラディオンを越えると、上り坂のケメル・ストレート （仏: Kemmel）に入る。長いストレートである事と、オー・ルージュの抜け方によって最高速度が大きく変わる事から、オーバーテイクが頻繁に行われる。2000年、ここでミカ・ハッキネンが周回遅れのリカルド・ゾンタを挟んでミハエル・シューマッハをオーバーテイクしたことがある。このシーンは各メディアで「20世紀最高のオーバーテイク」と言われるほどスリリングで驚異的なものであった。
ストレートエンドのレ・コーム （仏: Les Combes）- マルメディ（仏: Malmedy）付近がコースの最高標高地点となり、これを越えると下りの中高速コーナー区間が続く。ヘアピンコーナーのリバージュ（仏: Rivage）を回り込み、2連高速コーナーのプーオン（仏: Pouhon） 、S字コーナーのレ・ファーニュ（仏: Les Fagnes）を流れるように通過し、ポール・フレール（仏: Paul Frère）で減速する。
左にカーブした全開区間の後に超高速左コーナーのブランシモン（仏: Blanchimont）が待っている。ここはヨーロッパのサーキットの中で最も通過速度が高く、オー・ルージュと並んで度胸の試されるコーナーである。鈴鹿サーキットの130R同様、ここをスロットル全開で抜けられるマシンセッティングになっていなければ、スパで良いラップタイムは作れない。1992年にリジェのエリック・コマスがフリー走行中に大クラッシュした他、2001年にはルチアーノ・ブルティとエディ・アーバインがここで接触し高速でタイヤバリアに激突、赤旗中断となる事故が起こった。
ブランシモンを抜けると、最終セクションのバスストップ・シケイン（英: Bus Stop chicane）で急減速する。ポール・フレールからここまで全開で走行してくるため、ここもオーバーテイクポイントとなる。かつてはバス停のように、本線から別れてまた合流するような形状の連続シケインだったが、エスケープロードとピット入口が重なって危険なため、2004年にコース内側を造成してエントリー部分が改修された。しかし、ブレーキング勝負がしにくくなったことから、2007年以降はストレートを延長し、最後にタイトなシケインを置く形に再変更された。このシケインを抜けると、ラ・スルスへ続く短いホームストレートに出る。
コース全長が長いため、F1ベルギーGPではフィニッシュ後にウィニングランを行わず、ラ・スルス先のピット出口からピットレーンを逆走してパルクフェルメにマシンを駐車する。
このようにテクニカルなコーナーの連続でサーキットが構成されており、マシン性能が優劣を決めやすい通常の高速サーキットとは一線を画した、ドライバーの実力を問うドライバーズサーキットとして世界に名を馳せている。
サーキットが山の中にあることや、コース長が長いことから、天候が目まぐるしく変わったり、雨の降っている地点と降っていない地点が混在することがある。この天候はスパ・ウェザーと呼ばれ、レース展開を左右する要素のひとつでもある。

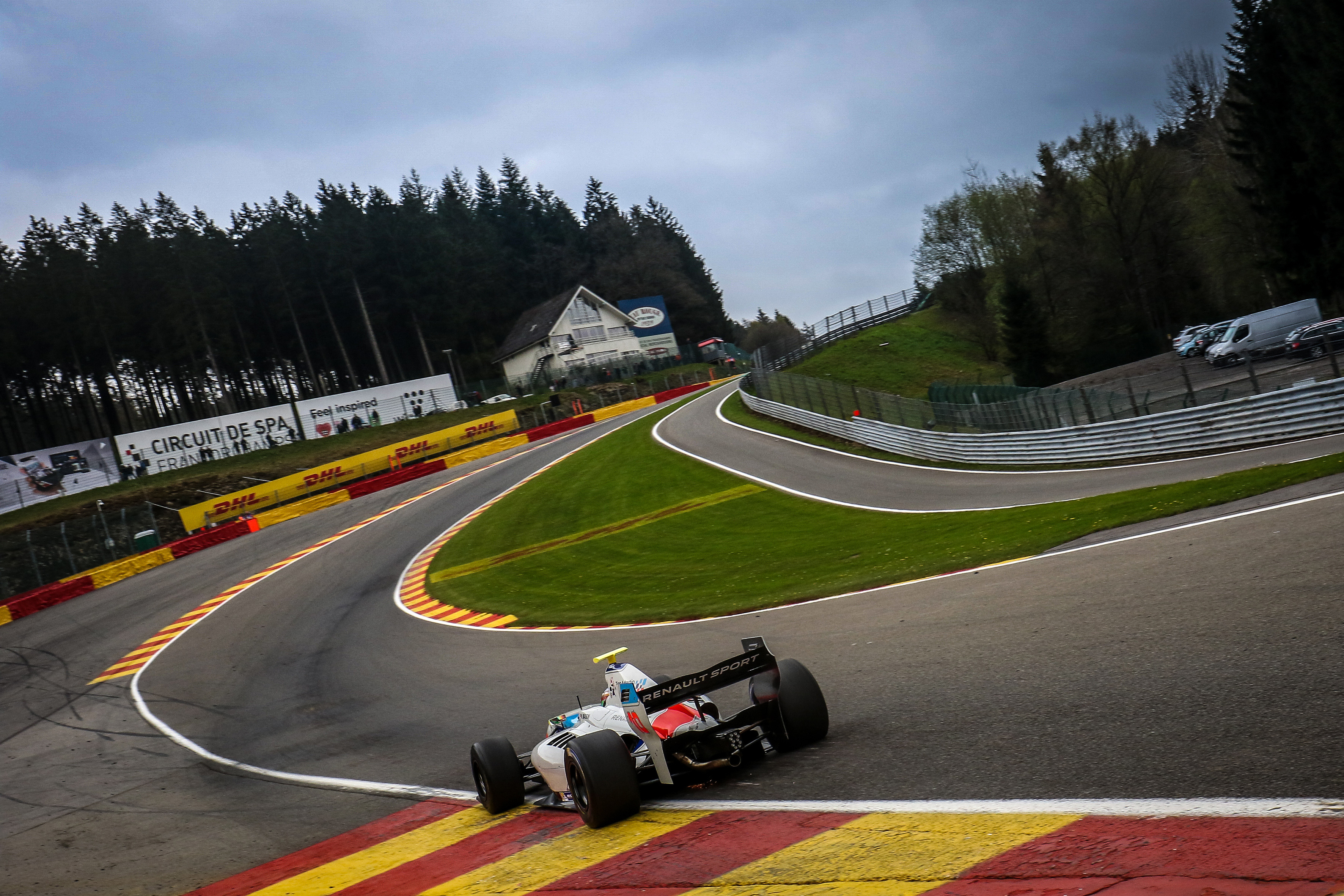
オー・ルージュ
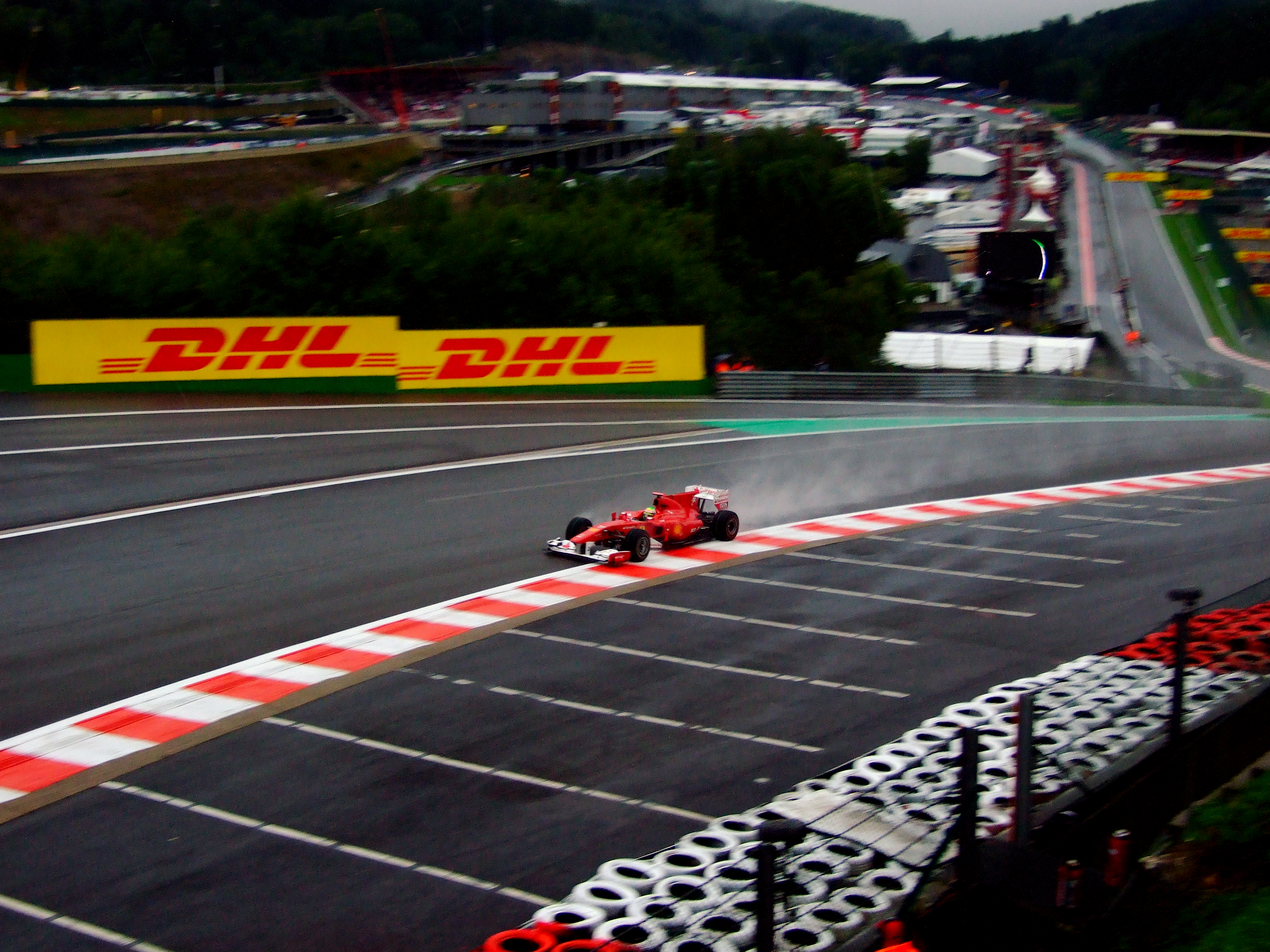
ラディオン
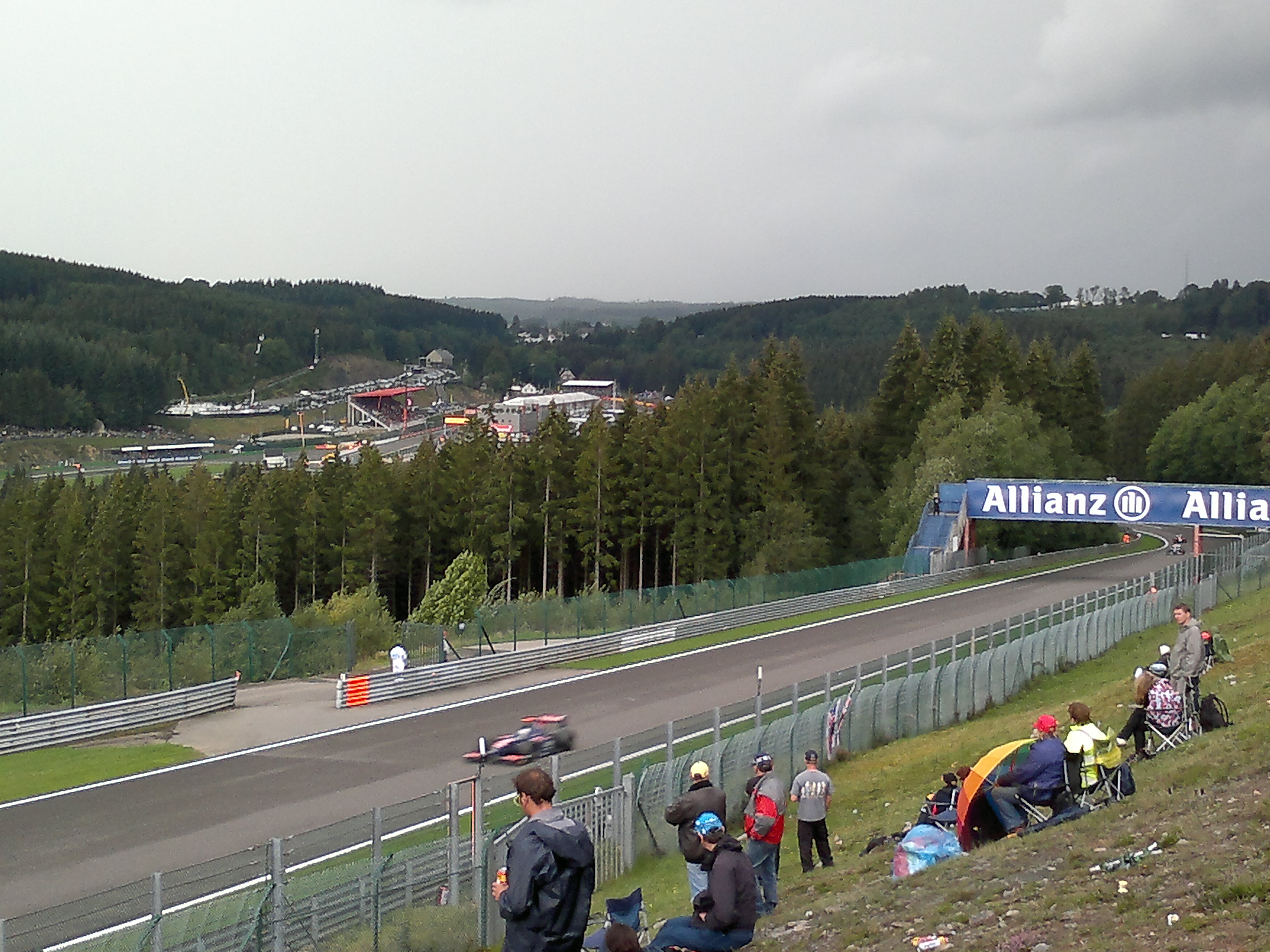
ケメル・ストレート
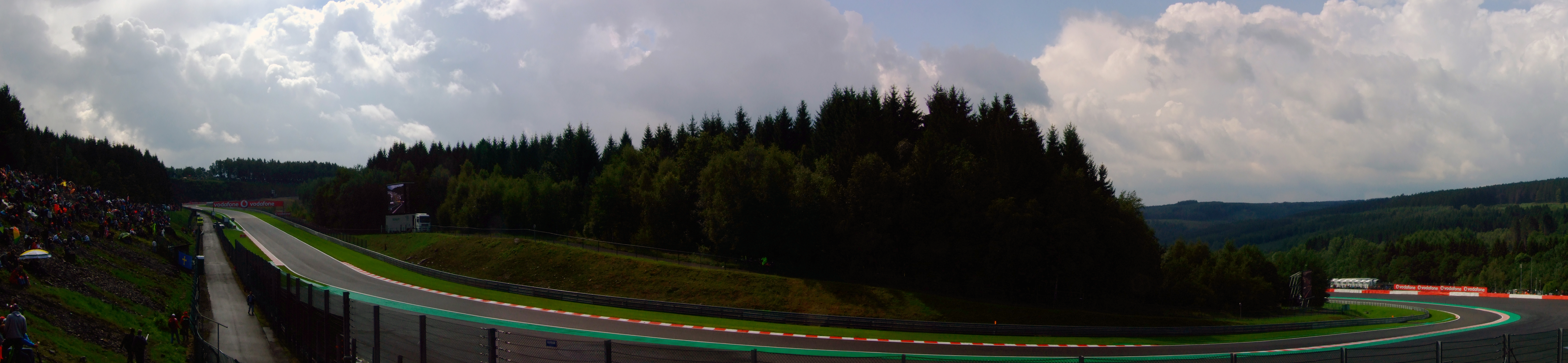
プーオン
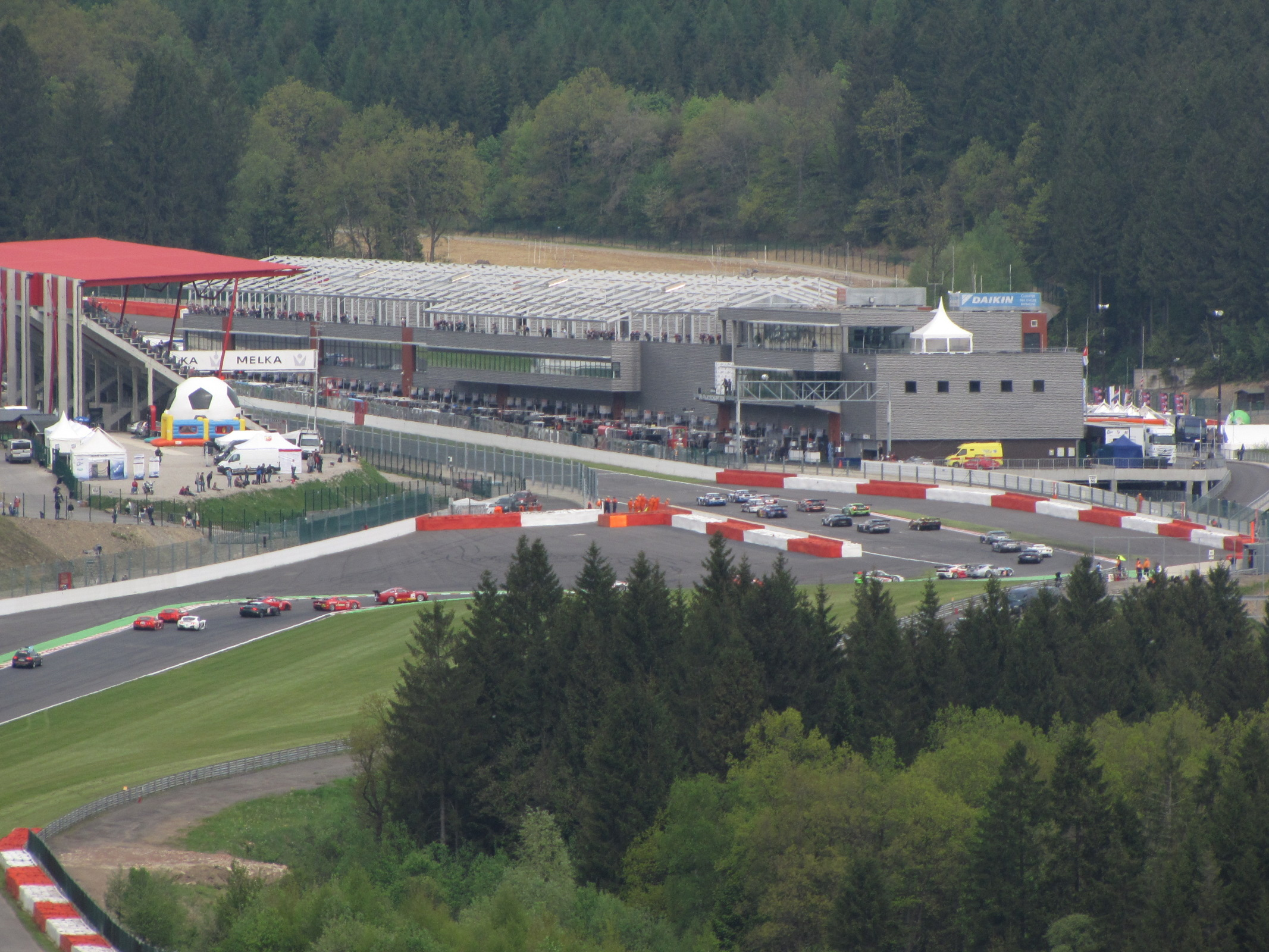
バスストップ・シケイン

## 過去のコースレイアウト

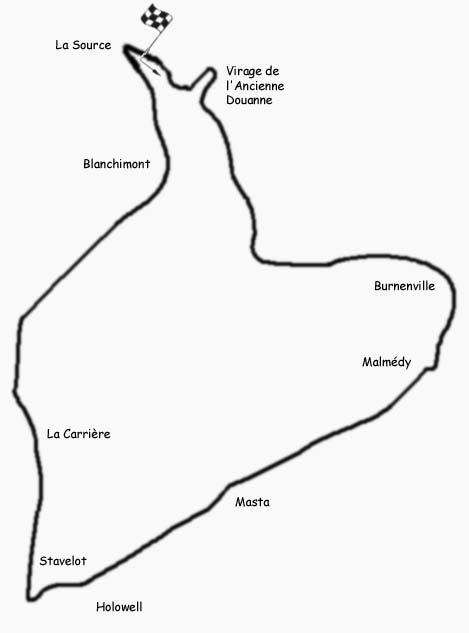
戦前のコース（1921-1939、14.981km）
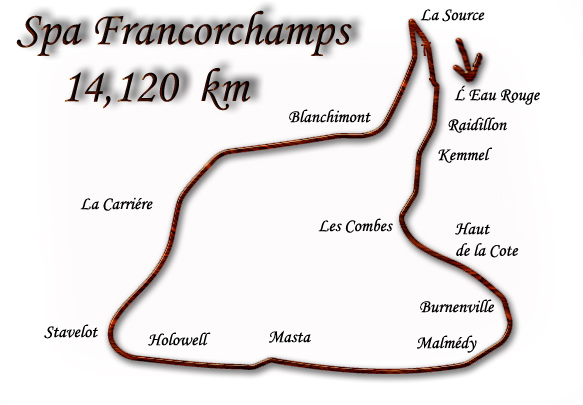
旧レイアウト (1947-1978、14.120km)
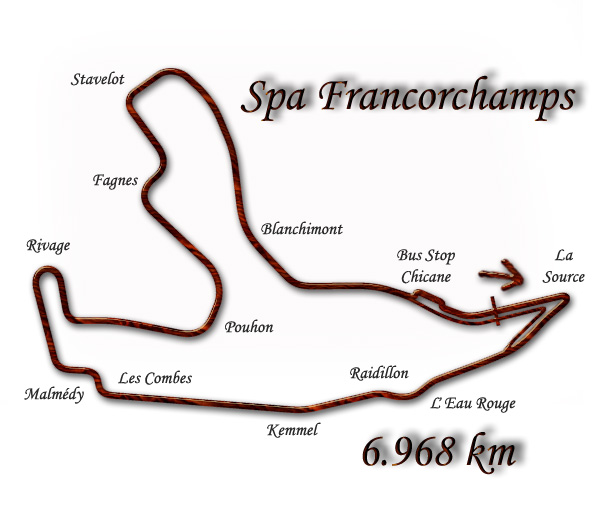
新レイアウト (1981-2003、6.968km)
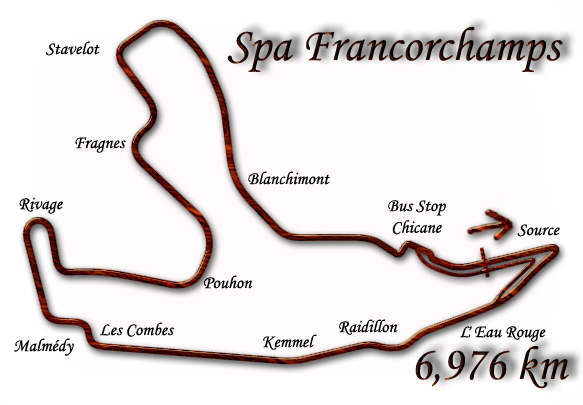
2004年のシケイン改修 (2004-2006、6.976km)
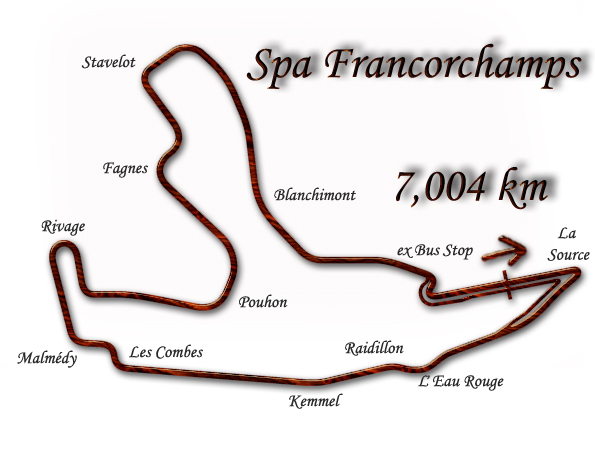
2007年のシケイン改修 (2007-、7.004km)

## 死亡事故
- 1939年6月25日 - ベルギーGP（英語版）でメルセデスのワークスドライバー、リチャード・シーマンが立ち木に激突し、マシンが炎上して死亡した。
- 1958年5月18日 - 「隻腕の名手」ことアーチー・スコット＝ブラウンが、スポーツカーレースで立ち木に激突し、翌19日に死亡。
- 1960年6月19日 - ベルギーGP決勝にてクリス・ブリストウとアラン・ステイシーが死亡。予選ではスターリング・モスとマイク・テイラー（英語版）が重症を負うという「暗黒の週末」。
- 1973年7月21日 - スパ・フランコルシャン24時間レース開催中にマルメディで多重事故が発生、ロジャー・デュボ（ドイツ語版）とハンス＝ペーター・ヨイシュテン（ドイツ語版）が死亡[10]。その25分後にマッシーモ・ラリーニのアルファロメオがレ・コームでクラッシュして7日後に死亡した[10]。
- 1985年9月1日 - 世界耐久選手権第7戦スパ1000km（英語版）で、ステファン・ベロフがラディオンのコンクリートウォールに激突して死亡。
- 1990年7月22日 - スパ・フランコルシャン24時間レース開催中の午前0時過ぎにガイ・レナードのトヨタ・カローラGTがラディオンのスポンジバリアに激突。そこに後続の2台のマシンが衝突してレナードのマシンが炎上。レナードは死亡した[11][12]。
- 2019年8月31日 - FIA F2選手権第9戦（英語版）レース1で、アントワーヌ・ユベールがラディオンで発生した多重クラッシュに巻き込まれて死亡した。ユベールのマシンに激突したファン・マヌエル・コレアも命に別状はなかったものの両足骨折および軽度脊椎損傷の重傷を負い集中治療室で治療が行われた[13]。
- 2023年7月1日 - 2023年のフォーミュラ・リージョナル・ヨーロッパ（英語版）第4戦レース2中にラディオンで多重クラッシュが発生、ディラーノ・ファン・ト・ホフ（英語版）が死亡した[14]。